# Râul Maria
Râul Maria este un curs de apă, afluent al râului Crasna.

## Hărți
- Harta județului Satu Mare